# Burning
«Burning» (с англ. — «Зажигай!» (в контексте песни) — песня и сингл немецкой хеви-метал-группы Accept.
Сингл был выпущен в формате 7-дюймовой пластинки со скоростью вращения 45 оборотов в минуту в Западной Германии компанией Brain (каталожный номер 0030.377) в поддержку третьего альбома группы Breaker и является первым из трёх синглов альбома. Как и сам альбом, сингл записывался и сводился в конце 1980 года и был выпущен в феврале 1981 года.

## О песне
Burning представляет собой тяжёлый, в стиле хеви-метал рок-н-ролл. Михаэль Вагенер, один из создателей Accept в начале 1970-х, работал над альбомом в качестве звукорежиссёра (эта пластинка, по его заверению, стала первой его работой в стиле хеви-метал). Песню Burning, записанную в студии, он выдал за живое исполнение, умело наложив эхо, крики толпы и придав характерный звук инструментам. Эта песня осталась единственной «фальшивкой» Accept: в дальнейшем за всю историю группы ни одна из концертных записей не только не перезаписывалась, но даже не подвергалась редактированию.
Текст песни представляет собой типичный рок-призыв поддержать музыку, её исполнителей и т. п.
Песня доступна также на восьми сборниках Accept: Restless: The Best (1982), Best of… (1983), Midnight Highway (1983), Hungry Years (1985), The Collection (1991), Steel Glove (1995), Sharkbite — Best Of (2005) и The Accept Collection (2010)
На стороне «Б» сингла находилась песня «Down and Out» (англ. «потерявший всё», «в безнадёжном положении» — фразеологизм), также вошедшая на альбом Breaker. В тяжёлой песне, сыгранной в среднем темпе, Вольф Хоффманн по его собственному признанию попытался сыграть похоже на Ули Рота, гитариста Scorpions, одного из кумиров музыканта.
На обложке сингла размещена фотография группы; на оборотной стороне — фотография обложки альбома Breaker.

## Отзывы критиков
В ретроспективных рецензиях музыкальная пресса отзывается об альбоме строго положительно, называя его одной из важнейших вех для жанра, а «Burning» — одним из фаворитов пластинки. Редактор немецкого вебзина Powermetal.de Алекс Крагль назвал её музыкальным девизом группы, жёстким, быстрым, грубым, грязным концертным гимном. Рюдигер Штеле увидел в ней нотки из творчества AC/DC, с чем согласен американский сайт Sputnikmusic, посчитав, что «Burning» легко бы вписалась в репертуар австралийского квинтета эпохи Брайана Джонсона. Также, по мнению ресурса, в песне было замечено несколько гитарных фраз Ули Джона Рота. Канадский журнал Brave Words & Bloody Knuckles в своей рецензии 2017 года назвал «Burning» суперзаряженным боевиком 1950-х годов, отметив, что в связи с недавним на тот момент уходом из жизни Чака Берри, песня обретала для автора рецензии особый смысл. В то же время Джереми Улри из Metal Injection посчитал такое сходство с «винтажным» AC/DC шагом назад. По его мнению песня выпадает из хеви-метал-настроя альбома и вынуждена искать вдохновение в прошлом, и добавление «концертного» шума толпы не приносит композиции никаких дивидендов.

## Список композиций
| №  | Название  | Автор(ы)                                                                   | Длительность |
| -- | --------- | -------------------------------------------------------------------------- | ------------ |
| 1. | «Burning» | Вольф Хоффманн, Штефан Кауфманн, Удо Диркшнайдер, Петер Балтес, Йорг Фишер | 5:15         |

| №                   | Название            | Автор(ы)                                       | Длительность |
| ------------------- | ------------------- | ---------------------------------------------- | ------------ |
| 1.                  | «Down and Out»      | Хоффманн, Кауфманн, Диркшнайдер, Балтес, Фишер | 3:42         |
| Общая длительность: | Общая длительность: | Общая длительность:                            | 8:57         |

## Участники записи
- Удо Диркшнайдер — вокал
- Петер Балтес — бас, вокал
- Йорг Фишер — гитара
- Вольф Хоффманн — гитара
- Штефан Кауфманн — ударные